# Храм Казанской иконы Божией Матери в Узком
Храм Каза́нской ико́ны Бо́жией Ма́тери в У́зком — православный храм в районе Ясенево в Москве, на территории усадьбы Узкое. Построен в 1698 году в стиле «нарышкинского» (московского) барокко. Относится к Параскево-Пятницкому благочинию Московской епархии Русской православной церкви.

## Описание
Пятиглавый храм в плане представляет собой крест. Четыре купола, ориентированные по сторонам света, возвышаются над полукружиями кирпичных побелённых стен. Центральный золочёный купол придаёт стройность силуэту храма. Необычно используется в качестве звонницы западный барабан, купол которого является резонатором звука. По преданию, с этой звонницы император Наполеон наблюдал за отступающей французской армией в 1812 году.
Убранство храма, несмотря на разрушения, которым подвергся храм, поражает изяществом. Высокое пространство под центральным куполом и в боковых приделах, освящённых в честь Обретения главы Иоанна Предтечи и Святителя Николая, обеспечивают уникальное звучание.

## История
Пустошь Узкое (Уское) в конце 1620-х годов была куплена Максимом Стрешневым, двоюродным братом царицы Евдокии Лукьяновны, который выстроил здесь усадьбу. У одного из его потомков в 1692 году Узкое купил боярин Тихон Стрешнев, который заказал тут строительство пятиглавой церкви, сооружённой к 1697 году. Храм имел своеобразный четырёхлепестковый план. Все его пять глав-башен были одинаковой высоты, в одной из них (над входом) устроена колокольня (после реставрации 1970-х годов главы получили луковичные купола — предыдущие купола конца XVIII века были другими, более вытянутыми вверх). Этот пятибашенный храм, посвящённый Казанской иконе Божией Матери, уникален для русской архитектуры. В краеведческой литературе ошибочно считается, что автором его проекта был Осип Старцев, который работал над некоторыми важными киевскими кафедральными соборами и в Москве (документальными данными работа Осипа Старцева в Узком не подтверждается). Реальный автор храма в Узком неизвестен.
В Узком 31 июля 1900 года скончался религиозный философ Владимир Соловьёв. До погребения гроб с его телом находился в этом храме.
После революции 1917 года Трубецкие уехали за границу. В 1930 году храм был закрыт, его здание использовалось как хранилище ценных книг, изъятых в разные годы из научного и культурного обращения. Среди них были архивы и книги репрессированных писателей, памятники церковно-богослужебной литературы, библиотеки и архивы, вывезенные в конце войны из Германии в качестве трофеев.
В 1990 году здание передали в пользование Русской православной церкви; в 1992 году, после вывоза книг, храм был освящён.
В ходе работ по восстановлению здания были допущены искажения его исторического облика, в нарушение законодательства об охране памятников была уничтожена белокаменная паперть 2-й половины XVIII века вокруг него — в 1998 году она была заменена новой, более широкой, остатки старинной паперти были частично использованы при оформлении цветников и палисадников за храмом.
В апреле 2015 года решением Замоскворецкого районного суда города Москвы приход храма был оштрафован на 100 тысяч рублей за нарушение режима охраны объектов культурного наследия в виде самовольного строительства здания на территории объекта культурного наследия федерального значения.
В конце сентября 2022 года Территориальным управлением Федерального агентства по управлению государственным имуществом в г. Москве храм был передан в собственность Русской православной церкви.

## Духовенство
- Настоятель храма — архимандрит Пётр (Поляков);
- протоиерей Димитрий Толкачёв[3].